# Bolzano
Pour les articles homonymes, voir Bolzano (homonymie).
Bolzano /bolˈt͡saːno/ ou /bolˈd͡zaːno/ en italien, Bozen /ˈboːtsn̩/ en allemand et parfois Bolzane /bɔl.zan/ en français est une ville italienne du Haut-Adige dans la région autonome du Trentin-Haut-Adige.
La ville est mondialement célèbre pour son musée archéologique au sein duquel se trouve la momie d'Ötzi. Cette dernière repose dans une chambre froide à environnement contrôlé munie d'une zone vitrée permettant au public de l'observer.

## Géographie

### Situation
Bolzano est située au nord de la plaine du Pô, à une altitude moyenne de 264 m, dans la partie orientale d'une cuvette formée par la réunion des vallées de l'Isarco et de l'Adige.

### Transports

#### Internationaux
La ville possède un aérodrome (code IATA : BZO), plate-forme de la compagnie SkyAlps assurant des liaisons régulières avec quatre villes italiennes, trois allemandes ainsi que Londres et Linz, plus des liaisons saisonnières avec une douzaine d'autres destinations. En outre, des navettes relient la ville aux aéroports de Milan, Bergame et de Vérone.

#### Ferroviaires
La ville est desservie par quatre gares de chemin de fer, Hauptbahnhof/Centrale, Messe Süd/Sud-Fiera, Sigmundskron/Ponte d'Adige et Kaiserau/Casanova.

#### Urbains
L'agglomération est desservie par 44 lignes d'autobus de la société SASA.

### Climat
Selon la classification de Köppen, Bolzano a un climat typiquement continental en raison de sa position géographique certes à basse altitude mais en plein milieu du continent européen et du massif alpin.
En hiver, les températures sont fluctuantes avec de fortes gelées la nuit avec des moyennes avoisinant les 0 à −5 °C entre novembre et fin février. Le jour en revanche, les températures sont très souvent positives et supérieures à 6 °C même en janvier, le mois le plus froid. C'est donc contraste important entre les nuits pouvant être glaciales et le fort redoux en journée qui caractérise les hivers à Bolzano.
Les températures négatives favorisent une bonne tenue au sol et une bonne qualité de neige mais cette dernière tombe souvent en petite quantité à Bolzano étant donné que le climat est assez sec sur l'année avec 711,5 mm en moyenne. Évidemment de fortes chutes de neige ne sont pas inconnues mais elles ne prédominent pas sur l'hiver.
Les étés sont chauds voire très chauds et ensoleillés. Le temps globalement sec sur l'année est propice à la viticulture dans la région. L'été est toutefois la saison la plus arrosée de l'année et de violents orages peuvent éclater lors de chaudes journées au point de rosée élevé (temps chaud et humide).
| Mois                              | jan. | fév. | mars | avril | mai  | juin | jui. | août | sep. | oct. | nov. | déc. | année |
| --------------------------------- | ---- | ---- | ---- | ----- | ---- | ---- | ---- | ---- | ---- | ---- | ---- | ---- | ----- |
| Température minimale moyenne (°C) | −4,5 | −2,1 | 2,1  | 5,4   | 9,8  | 13,2 | 15,5 | 15,1 | 11,6 | 6,2  | −0,1 | −3,7 | 5,7   |
| Température moyenne (°C)          | 0,9  | 3,7  | 8,5  | 12    | 16,5 | 19,8 | 22,3 | 21,8 | 17,9 | 12,1 | 5,4  | 1,4  | 11,8  |
| Température maximale moyenne (°C) | 6,3  | 9,5  | 15   | 18,5  | 23,2 | 26,5 | 29   | 28,5 | 24,3 | 17,9 | 11   | 6,6  | 18    |
| Précipitations (mm)               | 23,5 | 22,8 | 36,9 | 50,2  | 75,2 | 84,6 | 92,3 | 86,2 | 70,9 | 84,4 | 49,9 | 34,6 | 711,5 |

## Toponymie
Le nom de la ville est Bolzano en italien, Bozen en allemand, Balsan ou Bulsan en ladin, qui proviennent de Bausanum en latin, nom d'un village proche du pons Drusi (« pont de Drusus »), nom du lieu pendant l'époque romaine. En dialecte du Tyrol du Sud, on prononce Pouzen ou Poazen, et Bolzan dans le dialecte du Trentin voisin. Bausane et Bolzane sont certaines formes d'écritures de Bolzano en français, la première étant très peu usitée au XXIe siècle[réf. nécessaire].

## Histoire

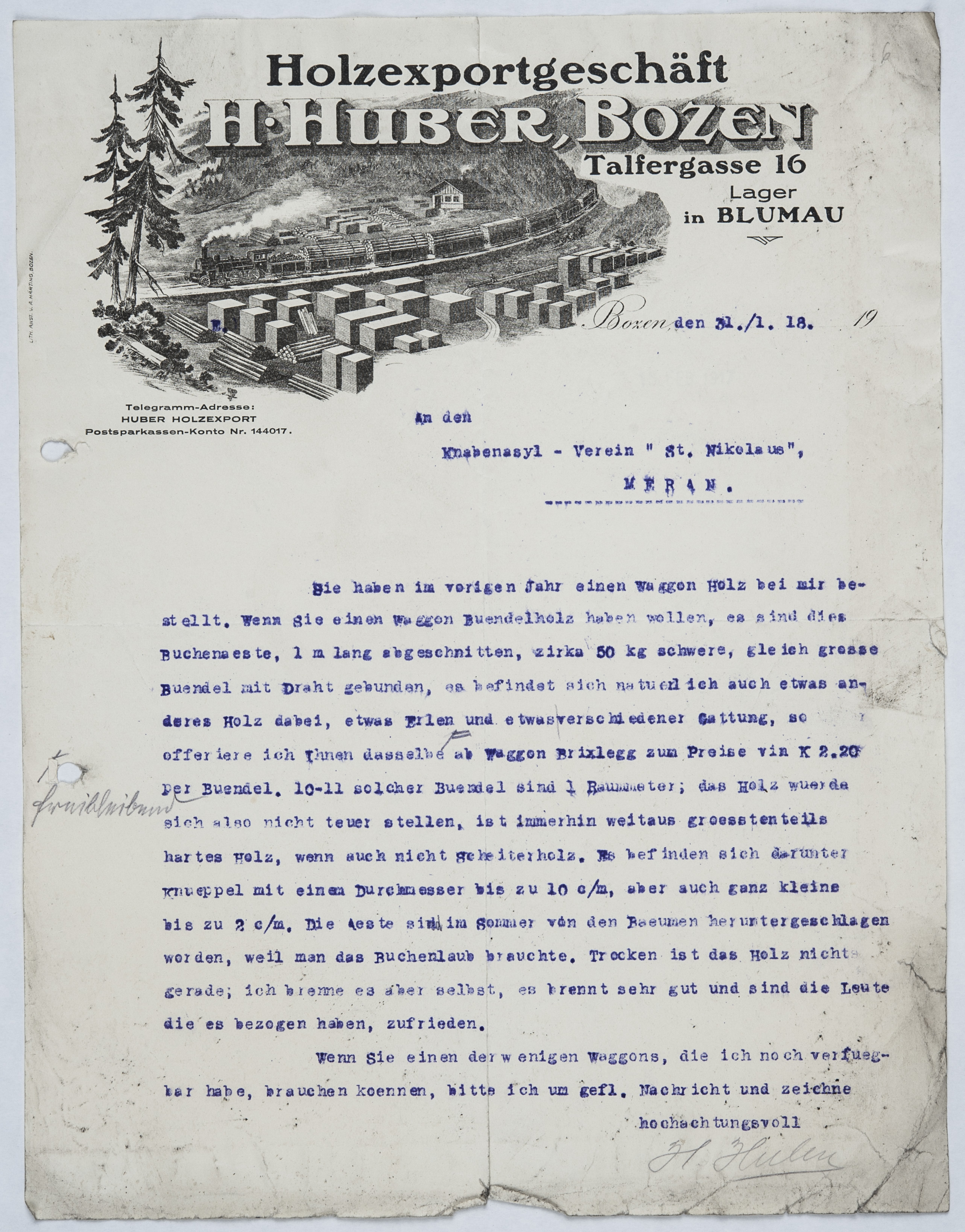
Le chemin de fer de Bozen représenté sur un papier à en-tête en 1918.

Bausanum a successivement fait partie de l'Empire romain, du royaume ostrogoth, de l'Italie byzantine, du royaume lombard, du Saint-Empire romain germanique puis, sous le nom de Botzen, de la monarchie des Habsbourg. La ville était alors à majorité germanophone.
Depuis 1514, la ville est le lieu de la représentation durant une semaine entière d'un drame liturgique, avec la présence d'une centaine d'acteurs.
Appelée Bozen depuis 1867, la ville fait partie jusqu'en 1918 de l'empire d'Autriche, puis de l'Autriche-Hongrie (Cisleithanie après le compromis de 1867), chef-lieu du district du même nom, l'un des 21 Bezirkshauptmannschaften dans la province du Tyrol.
Après la Première Guerre mondiale, Bolzano devient une ville du royaume d'Italie. Le monument de la victoire commémore cet événement,.
La ville fut la capitale de la Zone d'opérations des Préalpes, zone d'occupation allemande de septembre 1943 à mai 1945.

## Politique et administration

### Tendances politiques et résultats
Le conseil municipal élu le 8 mai 2005 est incapable de désigner l'exécutif (la junte) dans les termes prévus par la loi. Ceci provoque la déchéance du maire Giovanni Benussi, élu avec seulement sept voix d'avance. L'administration de la ville est alors dirigée par la commissaire Maria Serena Pompili et trois commissaires adjoints, Francesca De Carlini, Gerardo Caroli et Hermann Berger, qui exercent les fonctions du maire, de la junte et du conseil municipal.
De nouvelles élections, le 6 novembre suivant, donnent la victoire au centre-gauche (L'Union) en la personne de Luigi Spagnolli (La Marguerite) qui a obtenu, dès le premier tour, 50,36 % des voix, le candidat de la Maison des libertés ( Giovanni Benussi ) n'ayant obtenu cette fois que 45,20 % des voix. Une des nouveautés de ces élections est que le 1er parti n'est plus l'Alliance nationale (AN, neuf sièges) mais le Parti populaire sud-tyrolien (SVP) (11 sièges), avec 21,85 % des voix. Les germanophones représentent 26 % de la population de la ville. La SVP, pour la première fois, avait présenté parmi ses candidats une candidate italophone.

### Liste des maires
| Période                                  | Période       | Identité                  | Étiquette | Qualité     |
| ---------------------------------------- | ------------- | ------------------------- | --------- | ----------- |
| 1995                                     | 2005          | Giovanni Salghetti Drioli |           | avocat      |
| mai 2005                                 | juin 2005     | Giovanni Ivan Benussi     | CdL       |             |
| juin 2005                                | novembre 2005 | Maria Serena Pompili      | -         | commissaire |
| novembre 2005                            | mai 2016      | Luigi Spagnolli           | PD        |             |
| 23 mai 2016                              | En cours      | Renzo Caramaschi          | PD        |             |
| Les données manquantes sont à compléter. |               |                           |           |             |

## Population et société

### Langues
Bolzano est une ville bilingue dont les trois quarts de la population sont de langue italienne, le quart restant étant germanophone.
| Langues  | Nombres de locuteurs | %     |
| -------- | -------------------- | ----- |
| Italien  | 76 773               | 73,8  |
| Allemand | 26 548               | 25,52 |
| Ladin    | 708                  | 0,68  |

## Culture
Bolzano est le siège principal de l'Université libre de Bolzano-Bozen.
De juillet à novembre 2008, la ville a accueilli Manifesta7, la septième édition de la Biennale Européenne d'Art Contemporain.
Bolzano a concouru pour être Capitale européenne de la culture en 2019.
Tous les deux ans se déroule à Bolzano le Concours international de piano Ferruccio-Busoni.
La ville comprend un certain nombre de musées, dont le musée archéologique du Haut-Adige dans lequel se trouve l'homme des glaces Ötzi reposant dans une chambre froide.
L'église Sainte-Madeleine est une église romane située dans le quartier de Rencio, elle date du XIIIe siècle. L'église des Dominicains est une église gothique, elle date aussi du XIIIe siècle.
En mai 2008, le Museion : Musée d'art moderne et contemporain ouvre au public.

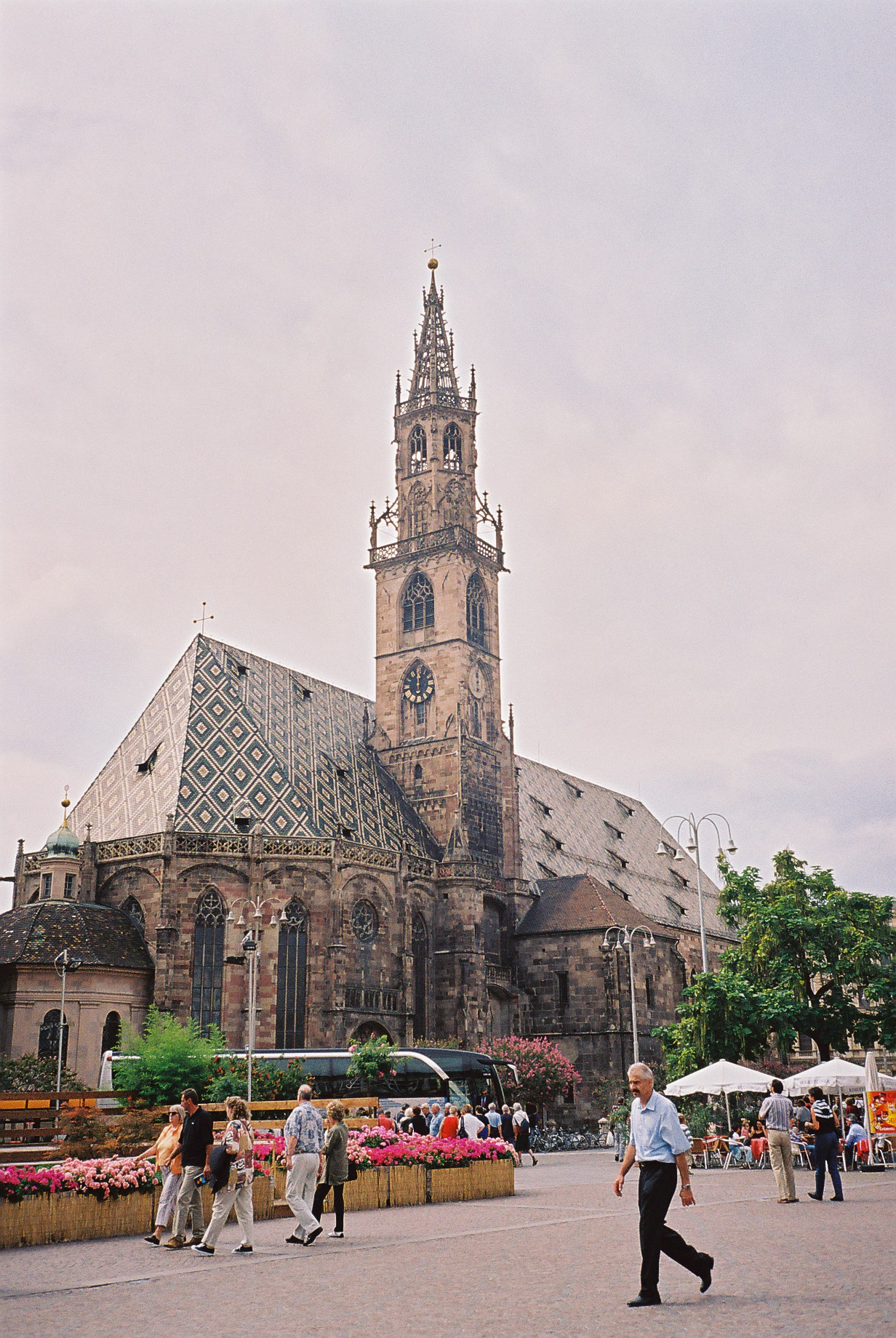
La cathédrale.
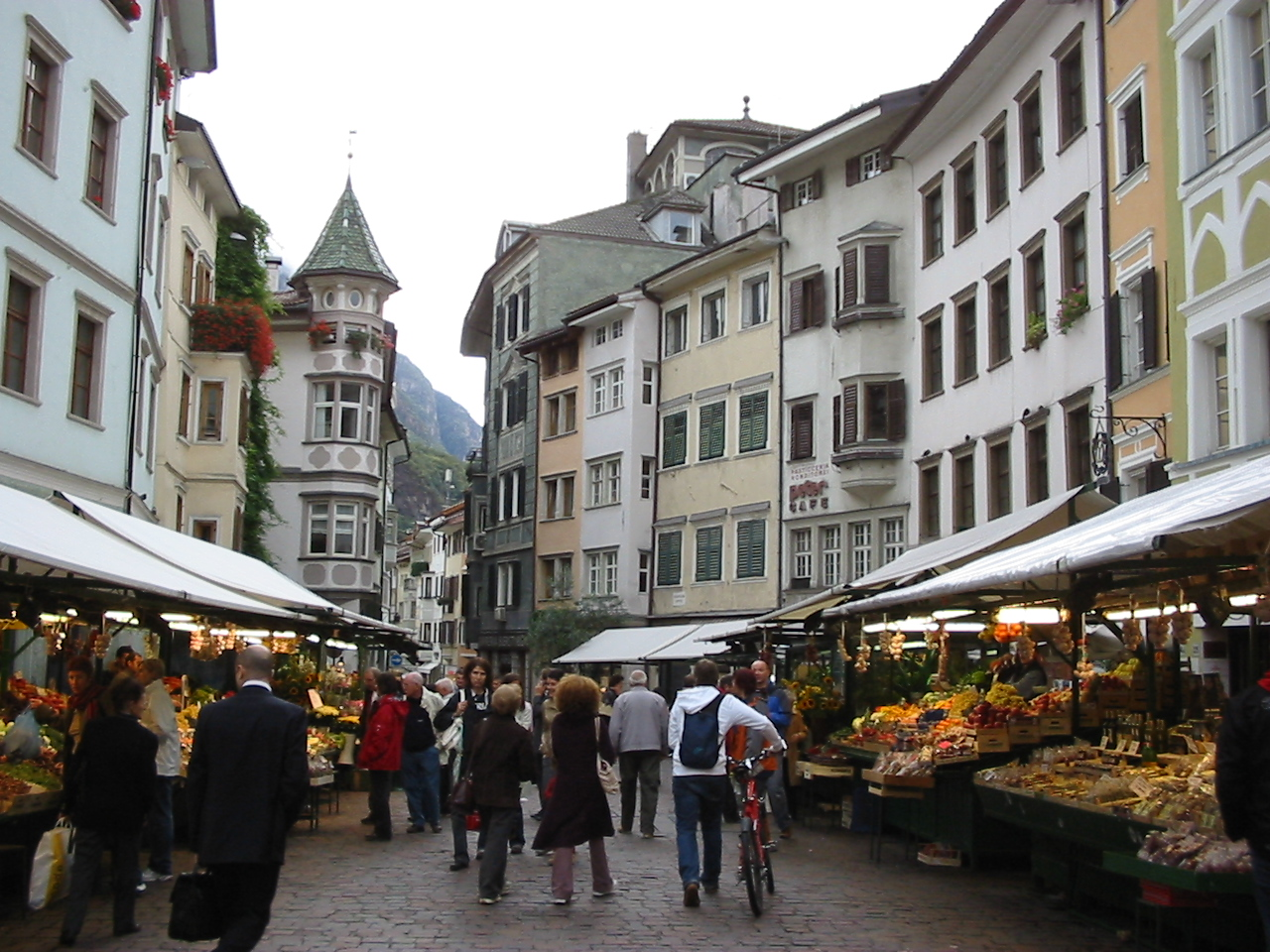
Le vieux Marché.
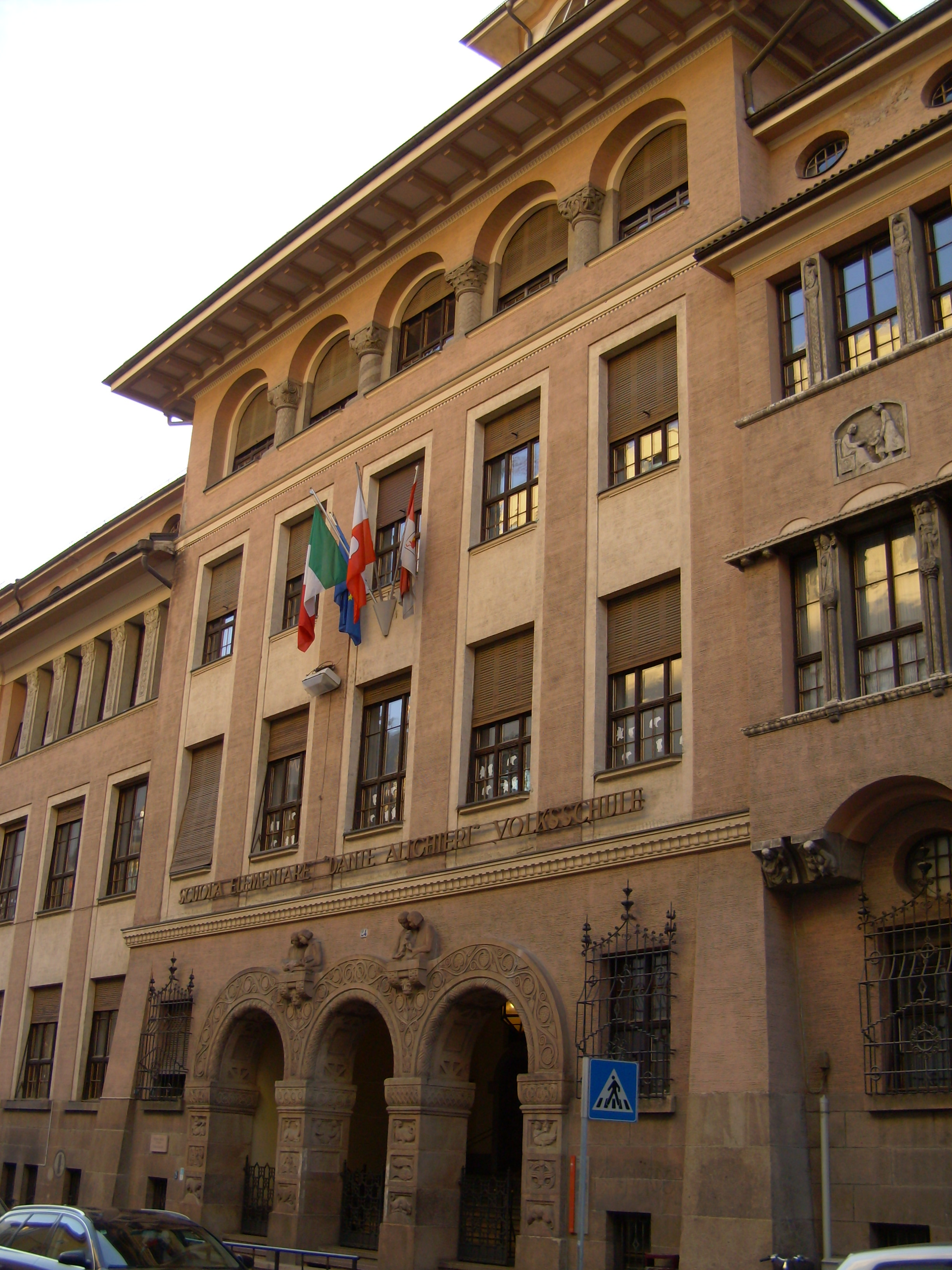
Le musée de l'École.
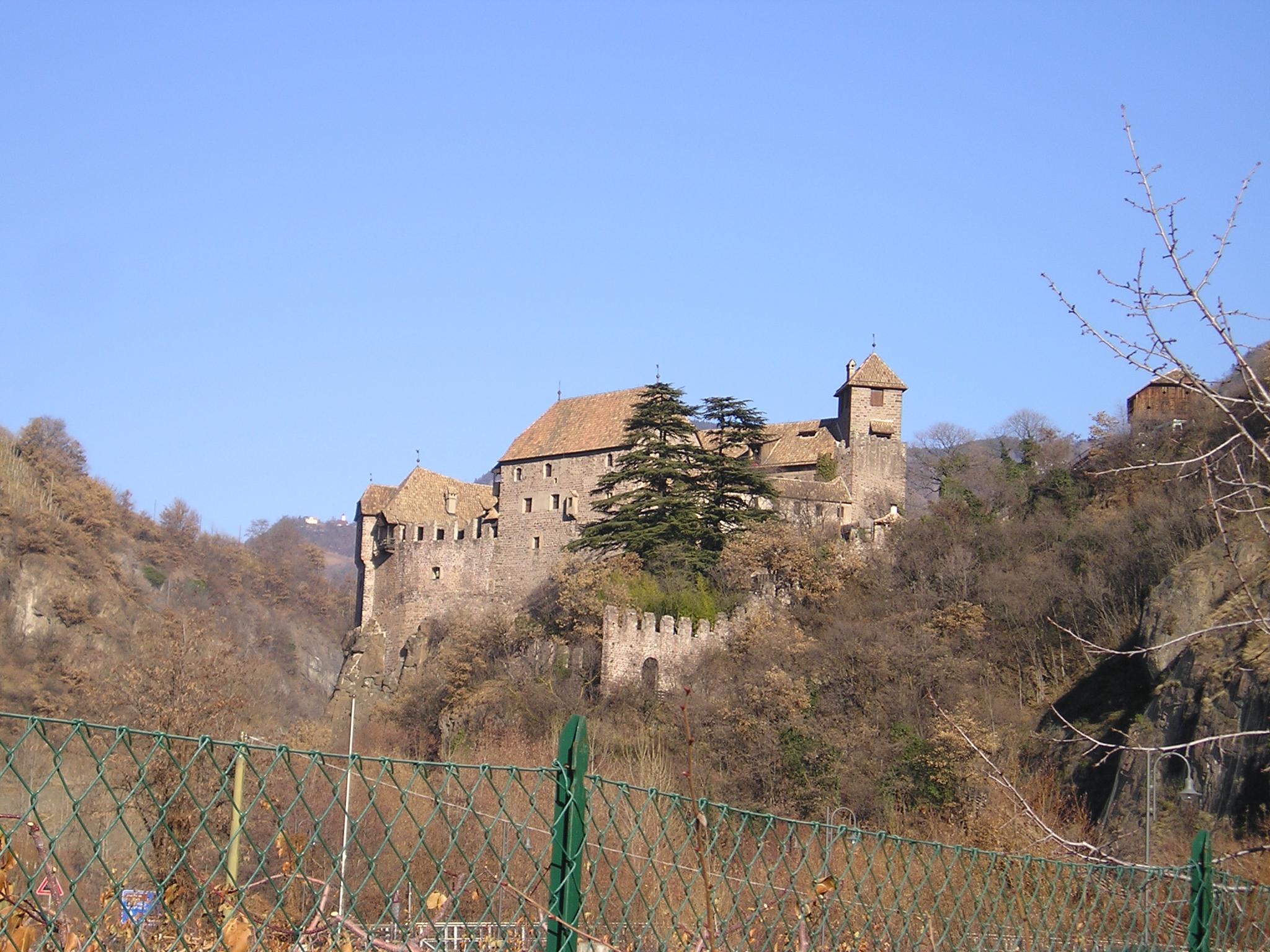
Le château Roncolo.
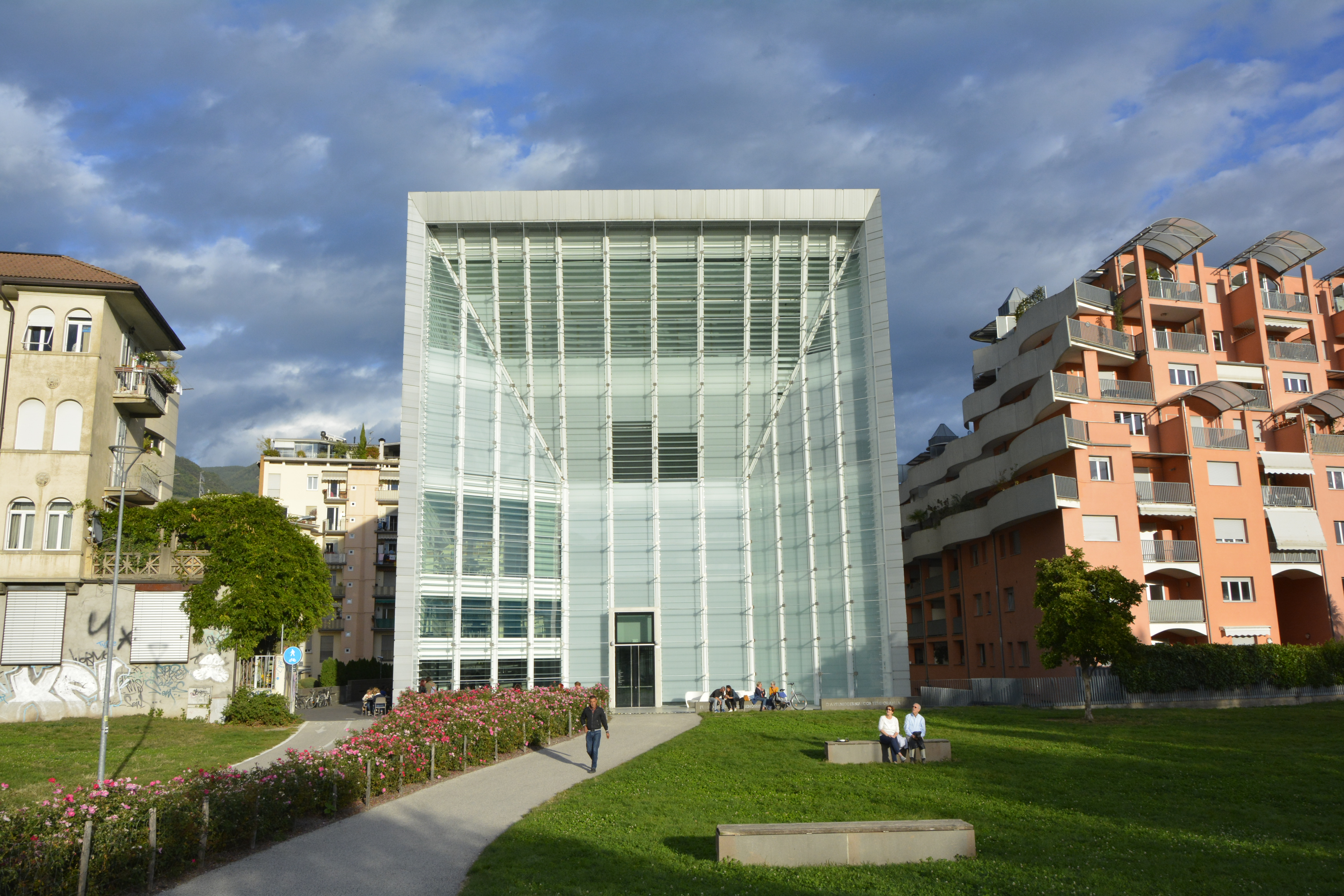
Musée d'art moderne et contemporain

## Sport
- Corsa della Mendola : créée en 1930, intégrée au Championnat du monde des voitures de sport 1965 (remportée par Herbert Demetz), puis au Championnat d'Europe de la montagne en 1975, 1977, 1979 et 1981 (remportée alors à 4 reprises par Mauro Nesti).
- Handball : SSV Bozen Loacker.
- Football : Fußball Club Südtirol.

## Personnalités liées à la ville
- Ötzi, homme du Néolithique découvert en 1991 dans les Alpes de l'Ötztal, à la frontière austro-italienne
- Franz Rainalter (1820-1874), sculpteur.
- Daniel Harrwitz (1823-1884), joueur d'échecs.
- Anton Ausserer (1843-1889), naturaliste spécialiste des araignées.
- Johannes Kaltenboeck (1853-1927), écrivain.
- Sylvio Lazzari (1857-1944), compositeur.
- Alois Delug (1859-1930), peintre.
- Ludwig Thuille (1861-1907), compositeur, pédagogue et théoricien.
- Carl Moser (1873-1939), peintre et graveur.
- Albert Stolz (1875-1947), peintre fresquiste.
- Attilio Brugnoli (1880-1937), compositeur italien.
- Ressel Orla (1889-1931), actrice née à Bolzano.
- Max Valier (1895-1930), pionnier de la recherche sur les fusées.
- Paula Wiesinger (1907-2001), alpiniste et skieuse alpine.
- Francis Bout de l'An (1910-1977), mort en exil à Bolzano.
- Franz Hampl (1910-2000), historien, spécialiste de l'Antiquité.
- Josef Mayr-Nusser (1910-1945), résistant au nazisme.
- Carlo Maria Giulini (1914-2005), chef d'orchestre ; sa dépouille mortelle repose au cimetière de Bolzano, ville dans laquelle il avait longuement résidé depuis son enfance.
- Silvius Magnago (1914-2010), avocat et homme politique, ancien gouverneur de la province.
- Toni Egger (1926-1959), alpiniste.
- Pietro Martellanza dit Peter Martell (1938-2010), acteur de cinéma.
- Helmut Kutin (1941-2024), responsable social, président de SOS Villages d'enfants International.
- Krista Posch (née en 1948), actrice, présentatrice et actrice de doublage.
- Ottavia Piccolo (née en 1949), actrice.
- Michl Ebner (né en 1952), homme politique.
- Walter Niedermayr (né en 1952), artiste-photographe.
- Matteo Thun (né en 1952), architecte et designer.
- Erica Rossi (née en 1955), athlète.
- Lilli Gruber (née en 1957), journaliste et femme politique.
- Cristiana Mazzoni (1963-), architecte et universitaire
- Gehard Demetz (1972), sculpteur, né à Bozen.
- Michela Ponza (1979-) , biathlète, née à Bolzano.
- Carolina Kostner (1987-), patineuse artistique, née à Bolzano.
- Manuel Quinziato (1979-), coureur cycliste italien. Il est professionnel depuis 2002 et membre de l'équipe BMC Racing.
- Reinhold Messner, grand alpiniste qui a créé son musée de la montagne dans un ancien château du Moyen Âge à Bozen.
- Andreas Seppi (1984-), joueur de tennis professionnel.
- Tania Cagnotto (1985-), plongeuse italienne (championne du monde au tremplin 1 m - juillet 2015).
- Thomas Di Pauli (1994-), hockeyeur professionnel.